# دیمبولگاهاکوتووا
دیمبولگاهاکوتووا (به لاتین: Dimbulgahakotuwa) یک منطقهٔ مسکونی در سری‌لانکا است که در استان مرکزی (سری‌لانکا) واقع شده‌است.